# Oliebolzwam
De oliebolzwam (Rhizina undulata) is een schimmel uit de familie Rhizinaceae. Hij groeit op door brand of blikseminslag beschadigde wortels van naaldbomen en veroorzaakt daar houtrot. De belangrijkste gastheren zijn Douglas-spar, Sitkaspar en zwarte den, maar ook de fijnspar, Canarische den, grove den en Europese lariks behoren tot het substraatspectrum. Een informele naam is 'koffievuurtjeszwam'. De incubatietijd is 1-2 jaar. De schimmel heeft evenveel tijd nodig om de vruchtlichamen te vormen.

## Kenmerken
De vruchtlichamen zijn enigszins glanzend, bruin met een wit of geel groeirandje. De kleur wordt bij verouderen steeds donkerder, tot bijna zwart. Meerder exemplaren groeien vrij plat en kussenachtig aaneen. De onderzijde is bleek beige-bruin en viltig en is aan het substraat gehecht door wortelachtige witte rizoïden. Een steel ontbreekt. De diameter per zwam is 4 tot 15 cm.
De asci zijn ruwweg cilindrisch en meten 35-450 × 10-40 µm. Zoals de meeste andere Pezizales, openen de asci zich bij rijpheid door middel van een apicale, dekselachtige weefselflap die een operculum wordt genoemd. De ascosporen zijn spoelvormig, spitsvormig en volgroeid met een of twee oliedruppels. Ze hebben afmetingen van 22-40 × 8-11 µm. De parafysen zijn enigszins knotsvormig, uiteinden ingelegd met buisvormige setae, dunwandig, bruin, aseptaat, taps toelopend naar een stompe punt en hebben een dikte van 7-11 µm.

## Verspreiding
Het is een wijdverspreide paddenstoel die voorkomt in Amerika, Zuid-Afrika, Azië en Europa. In Nederland en België is de zwam matig algemeen.